# Hélène Pelletier-Baillargeon
Pour les articles homonymes, voir Pelletier (homonymie) et Baillargeon.
Œuvres principales
- 1976 : Une nouvelle morale sexuelle
- 1977 : Le Carmel De Montréal
- 1979 : Le Pays légitime
- 1985 : Marie Gérin-Lajoie
- 1993 : Simonne Monet-Chartrand
- 1996, 2001, 2010 : Olivar Asselin et son temps

Compléments
- fille de Dominique Pelletier, notaire (1892-1950)
- conseillère politique (1981-1983) du ministre Camille Laurin, en confessionnalité scolaire

Hélène Pelletier-Baillargeon est une femme de lettres, journaliste, essayiste et biographe québécoise, née à Montréal en 1932) et morte le 14 février 2025.

## Biographie
Née à Montréal en 1932, Hélène Pelletier-Baillargeon est la fille de Dominique Pelletier, notaire (1892-1950). Son oncle, Georges Pelletier (1882-1947), a été directeur du Devoir de 1932 à 1947.
Elle obtient une maîtrise ès Lettres de l'Université de Montréal en 1954, qu'elle complète par deux années d'études de perfectionnement, de 1957 à 1959, à la Sorbonne et à l'École pratique des hautes études de Paris, en vue d'un doctorat en littérature, effectuant des recherches à la Bibliothèque nationale de France en vue d'une thèse en stylistique consacrée à l'œuvre de François Mauriac.
Rentrée au Québec, elle se joint à l'équipe de rédaction de la revue Maintenant, dès sa fondation en 1962 (une revue dominicaine, administrée par des laïcs à compter de 1969), qu'elle dirige en 1973 et qui ferme en 1974.
Se faisant journaliste pigiste de 1974 à 1981 (dont à Châtelaine comme chroniqueuse politique et syndicale, à la revue Critère, comme vice-président du CA et rédactrice, au Devoir, à la Revue Desjardins, Communauté chrétienne, La Presse, Possibles, etc.), elle occupe de 1981 à 1983 le poste de conseillère politique auprès du ministre de l'Éducation du Québec, Camille Laurin, sur la question de la confessionnalité scolaire. Elle est chroniqueuse hebdomadaire à La Presse de 1986 à 1989. Elle continue à participer à un grand nombre d'ouvrages collectifs et de périodiques culturels, historiques et religieux du Québec et du Canada. Elle participe à de nombreux colloques comme conférencière invitée sur l'éducation, la condition féminine, la vie ecclésiale, la politique familiale ou culturelle, etc.
De plus, elle participe à plusieurs organismes d'intérêt social, éducatif et culturel : CA du Musée des beaux-arts de Montréal, Conseil supérieur de l'éducation du Québec, Conseil des affaires sociales de l'Assemblée des évêques du Québec, CA de la Fondation Lionel-Groulx, Conseil d'administration des Éditions Fides, etc.
Elle est membre de l'Union des écrivaines et des écrivains québécois et québécoises.

## Ouvrages
- Une nouvelle morale sexuelle, Montréal, Fides, 1re édition : 1976, 150 p., 22 cm, … (ISBN 978-0-7755-0601-3 et 0-7755-0601-X)
- Contemplation ou Le Carmel de Montréal : ses racines, sa spiritualité, sa vie (préface de Fernand Dumont), Montréal, Éditions Fides, 1977, 69 p., 20 cm (ISBN 978-0-7755-0632-7 et 0-7755-0632-X)
- Le Pays légitime, Montréal, Leméac, 1re édition : Collection « À hauteur d'homme », 1979, 253 p., 23 cm (ISBN 978-2-7609-5503-5 et 2-7609-5503-6)
- Marie Gérin-Lajoie : de mère en fille, la cause des femmes, Montréal, Boréal Express, 1985, 382 p., 25 cm (ISBN 2-8905-2145-1)
- Simonne Monet-Chartrand : un héritage et des projets (dir. Hélène Pelletier-Baillargeon), Montréal : Fides, Montréal : Éditions du Remue-ménage, 1993, 382 p., 23 cm (ISBN 978-2-8909-1122-2 et 2-8909-1122-5), (ISBN 978-2-7621-1654-0 et 2-7621-1654-6)
- Olivar Asselin et son temps :
  - [tome 1] Le militant, Montréal, Fides, 1996, 780 p. (comprend un index) (ISBN 978-2-7621-1889-6 et 2-7621-1889-1)
  - [tome 2] Le volontaire, Montréal, Fides, 2001, 328 p. (comprend un index) (ISBN 978-2-7621-2129-2)
  - [tome 3] Le maître, Montréal, Fides, 2010, 416 p. (comprend un index) (ISBN 978-2-7621-3026-3 et 2-7621-3026-3)
- présentation de : Jules Fournier, Mon encrier, Montréal, (1re édition : Mme Jules Fournier, 1922, posthume, préface de Olivar Asselin); … ; rééd. Bibliothèque québécoise, 1996, 125 p., 18 cm (ISBN 978-2-8940-6129-9 et 2-8940-6129-3)
- dans : Vingt Années de recherches en éthique et de débats au Québec (dir. Guy Bourgeault, Rodrigue Bélanger, René DesRosiers), Montréal, Fides, 1997, 144 p., 22 cm (ISBN 2-7621-1940-5)
- Bernard Andrès, Stéphane-Albert Boulais, John Hare, Marcel Olscamp, Hélène Pelletier-Baillargeon, François Ricard, Lucie Robert, Patricia Smart, Robert Vigneault, Approches de la biographie au Québec (dir. Dominique Lafon, Rainier Grutman, Marcel Olscamp et Robert Vigneault), Montréal, Fides, Collection « Archives des lettres canadiennes », no 13, 2004, 204 p. (ISBN 978-2-7621-2591-7)
- présentation de : Olivar Asselin, L'Œuvre de l'abbé Groulx, Montréal, Fides, 2007, 112 p., 19 cm (ISBN 978-2-7621-2806-2 et 2-7621-2806-4)

## Honneurs
- 1985 : Prix du Gouverneur général
- 1985 : Prix Maxime-Raymond
- 1991 : Membre de l'Ordre des francophones d'Amérique
- 1999 : Chevalier de l'Ordre national du Québec[5]
- 2002 : Prix Odyssée
- 2011 : Prix Rosaire-Morin, décerné par la Ligue d’action nationale (présidée par Denis Monière) — elle est la 1re lauréate de ce nouveau Prix[8],[9]
- 2011 : 3e Prix de la présidence de l'Assemblée nationale pour le livre Olivar Asselin et son temps : tome 3 : le maître[10]